# Andrzej Kościelecki (1522–1565)
Andrzej Kościelecki herbu Ogończyk (ur. ok. 1522 w Kościelcu, zm. 1565) – dworzanin królewski, starosta bydgoski od 1545 r., kasztelan inowrocławski od 1552 r., starosta nakielski od 1553 r., wojewoda inowrocławski od 1553 r., wojewoda łęczycki od 1553 r., wojewoda kaliski od 1558 r., wojewoda poznański od 1563 roku, sekretarz królewski w 1550 roku, starosta Pyzdr w latach 1568–1565.

## Życiorys
Urodził się w 1522 r. w Kościelcu k. Inowrocławia – gnieździe rodowym Kościeleckich. Był synem Jana Janusza, wojewody łęczyckiego i Katarzyny z Pampowskich. Wraz z młodszym bratem – Janem Januszem przebywał w 1536–1537 r. na studiach w Wittenberdze. Od stycznia 1545 r. wspólnie z bratem był starostą bydgoskim. W 1547 r. znalazł się na dworze Zygmunta I. W 1548 r., wraz z wojewodą kaliskim Piotrem Służewskim, otrzymał w dożywocie królewszczyznę Murzynno w pobliżu Inowrocławia, którą po pewnym czasie objął samodzielnie. W 1550 r. został sekretarzem królewskim, posłował też do sejmiku pruskiego.
Był żarliwym katolikiem, z silnym poparciem duchowieństwa ułatwiającym mu szybką karierę. 6 kwietnia 1552 r. otrzymał nominację na kasztelana inowrocławskiego, a już 24 kwietnia 1553 r. awansował na tamtejszego wojewodę. W październiku 1553 r. został wojewodą łęczyckim. W 1558 r. zyskał nowe godności: wojewody kaliskiego (22 stycznia) i starosty pyzdrskiego (18 sierpnia).
Od 1554 r. posiadał we wieczystym władaniu wieś Murzynno, a ponadto
Nową Wieś w starostwie gniewkowskim oraz: Dulsko i Niemojonki.
Andrzej Kościelecki był przeciwnikiem ruchu egzekucyjnego. Na sejmie piotrkowskim w 1558 r. po raz pierwszy wystąpił publicznie przeciw egzekucji dóbr. W 1559 r. na prośbę kapituły włocławskiej, wraz z bratem Janem Januszem interweniował u włocławskiego biskupa-nominata Jakuba Uchańskiego, by ten wstrzymał się z objęciem biskupstwa, póki nie oczyści się przed Stolicą Apostolską z podejrzeń o sprzyjanie reformacji.
Na sejmie piotrkowskim 1562–1563, już jako wojewoda poznański, gotów był złożyć przywileje, ale równocześnie ostro wypowiadał się przeciw egzekucji dóbr.
9 grudnia 1564 r. uzyskał potwierdzenie dożywocia na starostwie bydgoskim, w związku ze śmiercią brata. Po śmierci Jana Janusza, starosty generalnego Wielkopolski, niektórzy wpływowi zwolennicy Kościeleckiego podjęli działania zmierzające do objęcia przez niego tej godności. Plany te przekreśliła jego nieoczekiwana śmierć 6 lutego 1565 r.

## Życie prywatne
Andrzej Kościelecki był żonaty z Anna Łaską, wojewodzianką sieradzką, wdową po staroście opoczyńskim Odrowążu. Nie posiadał potomstwa.

## Starosta bydgoski
Andrzej Kościelecki jako starosta bydgoski wraz z bratem Januszem doprowadził do tego, że król Zygmunt August cofnął w 1552 r. zakaz budowania murowanego konwentu Bernardynów w pobliżu murów miejskich, wydany uprzednio ze względu na obronność Bydgoszczy (poprzedni, drewniany spłonął w 1545 r.) Wspólnie z bratem zabiegał o zapewnienie Bydgoszczy odpowiednich warunków sanitarnych, czemu miała służyć rozbudowa sieci wodociągowej w mieście. W czerwcu 1549 r. starostowie Kościeleccy oraz burmistrz i rada miejska zawarli kontrakt z łaziebnikiem Tomaszem na zbudowanie łaźni miejskiej. Można sądzić, że skutecznie zabiegał u Zygmunta Augusta o przywileje dla mieszczan bydgoskich po pożarze miasta w 1545 r., dzięki czemu otrzymali oni m.in. kilkuletnie zwolnienie od podatków na rzecz państwa.